# Tomasz Polański (literaturoznawca)
Tomasz Stanisław Polański (ur. 1956 w Krakowie) – polski literaturoznawca, hellenista, profesor nauk humanistycznych.

## Życiorys
Na Uniwersytecie Jagiellońskim ukończył studia z zakresu archeologii (1981) i filologii klasycznej (1989). Rozprawę doktorską pt. Oriental Art in Greek Imperial Literature, której promotorem był Romuald Turasiewicz, obronił w 1996 na Wydziale Filologicznym macierzystej uczelni. Stopień doktora habilitowanego nauk humanistycznych w zakresie literaturoznawstwa uzyskał w 2004 na UJ w oparciu o rozprawę Ancient Greek Orientalist Painters. The Literary Evidence. 4 marca 2015 otrzymał tytuł naukowy profesora nauk humanistycznych.
W 1988 podjął pracę w Instytucie Filologii Klasycznej na Wydziale Filologicznym Uniwersytetu Jagiellońskiego. Zatrudniony był jako asystent, a później adiunkt w Zakładzie Hellenistyki. Kierował również Zakładem Języka Łacińskiego i Greckiego. W 2008 objął stanowisko profesora nadzwyczajnego i kierownika Zakładu Historii Starożytnej w Instytucie Historii na Wydziale Humanistycznym Uniwersytetu Humanistyczno-Przyrodniczego Jana Kochanowskiego w Kielcach, przekształconego następnie w Uniwersytet Jana Kochanowskiego.

## Wybrane publikacje
- Ancient Greek orientalist painters. The literary evidence, Kraków 2002